# Гребля Фаракка
Гребля Фаракка (англ. Farakka Barrage) — гребля на річці Ганг, споруджена в 1974—1975 роках, розташована в індійському штаті Західний Бенгал за 10 км від кордону з Бангладеш. Гребля була збудована з метою відхилити частину вод Гангу з рукаву Падма у рукав Хуґлі протягом сухого сезону з січня по червень з метою вимивання мулу, що накопичується в каналі, що в 1950—1960-тих роках завдавав значних проблем для судноплавства у порту Колкати. Між Бангладеш та Індією виниклі істотні суперечки через будівництво греблі, оскільки вона істотно скоротила постачання води до Бангладеш. В результаті в Бангладеш збільшилася солоність води, зменшилися улови риби, ускладнилося судноплавство, погіршилася якість води та збільшилася загроза повеней. Збільшення солоності також привело до опустелювання деяких ділянок.